# Réaumont
Réaumont est une commune française située dans le département de l'Isère, en région Auvergne-Rhône-Alpes.
Historiquement, la commune était rattachée à l'ancienne province du Dauphiné mais aussi au comté de Sermorens, domaine situé au débouché de la cluse de l'Isère, au pied du massif de la Chartreuse et à l'extrémité du diocèse de Vienne. La commune est adhérente à la communauté du Pays Voironnais depuis la création de cette collectivité en 2000. Ses habitants sont appelés les Réaumontois.

## Géographie

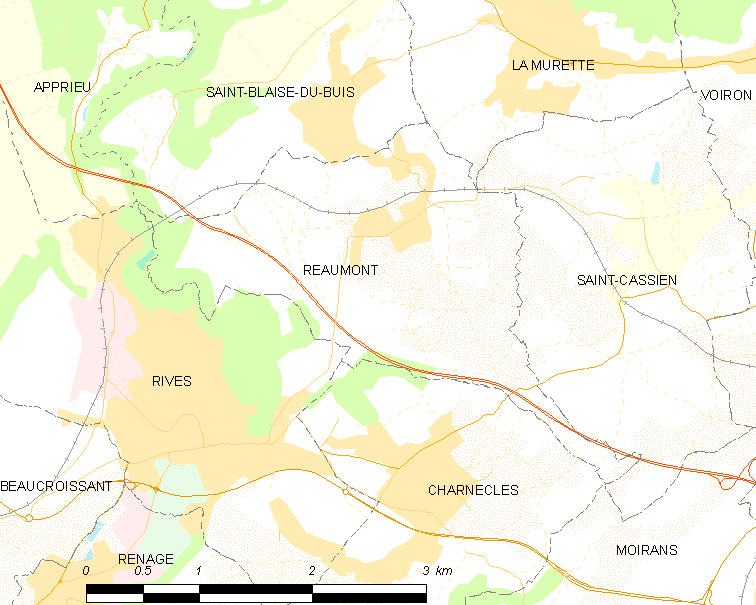
Plan de la commune et des communes limitrophes

### Localisation
Réaumont est située en France, dans la région Auvergne-Rhône-Alpes, au centre du  département de l'Isère, à l'ouest de Voiron.
La commune se trouve à 4,9 km au nord-ouest de Voiron, siège de la communauté de communes, à 25,3 km au nord-ouest de Grenoble, chef-lieu du département de l'Isère, à 69,3 km au sud-est de Lyon, préfecture de la région Auvergne-Rhône-Alpes, et à 456,6 km au sud-est de la capitale, Paris.

### Communes limitrophes
|       | Saint-Blaise-du-Buis | La Murette    |
| Rives | Réaumont             | Saint-Cassien |
|       | Charnècles           |               |

### Relief et géologie

#### Sites géologiques
La vallée morte de Réaumont voit son origine dans l'écoulement des eaux de fonte du glacier de l'Isère survenu au cours de l'ère quaternaire. Il s'agit d'un site géologique de 44,33 hectares sur les communes de Saint-Cassien, La Murette et Réaumont, comparable à d'autres vallée sèche telle que la troue de Colombe.
En 2014, ce site d'intérêt géomorphologique est classé « deux étoiles » à l'« Inventaire du patrimoine géologique ».

### Climat
Pour des articles plus généraux, voir Climat d'Auvergne-Rhône-Alpes et Climat de l'Isère.
En 2010, le climat de la commune est de type climat des marges montargnardes, selon une étude du Centre national de la recherche scientifique s'appuyant sur une série de données couvrant la période 1971-2000. En 2020, Météo-France publie une typologie des climats de la France métropolitaine dans laquelle la commune est exposée à un climat de montagne ou de marges de montagne et est dans la région climatique Alpes du nord, caractérisée par une pluviométrie annuelle de 1 200 à 1 500 mm, irrégulièrement répartie en été.
Pour la période 1971-2000, la température annuelle moyenne est de 10,9 °C, avec une amplitude thermique annuelle de 18,1 °C. Le cumul annuel moyen de précipitations est de 1 055 mm, avec 9,9 jours de précipitations en janvier et 7 jours en juillet. Pour la période 1991-2020, la température moyenne annuelle observée sur la station météorologique de Météo-France la plus proche, « Coublevie », sur la commune de Coublevie à 7 km à vol d'oiseau, est de 13,0 °C et le cumul annuel moyen de précipitations est de 1 121,0 mm,. Pour l'avenir, les paramètres climatiques de la commune estimés pour 2050 selon différents scénarios d'émission de gaz à effet de serre sont consultables sur un site dédié publié par Météo-France en novembre 2022.

### Hydrographie
La Fure, affluent de l'Isère, d'une longueur de 25 kilomètres, borde le territoire de la commune sur un peu moins d'un kilomètre au niveau de sa partie occidentale en limite de ces mêmes communes.
Celle-ci est franchie par deux grands viaducs partagé avec les communes voisines de Rives et de Saint-Blaise-du-Buis : 
- le viaduc de la Fure qui permet le passage de la voie autoroutière Grenoble - Lyon ;
- le viaduc ferroviaire du Pont-du-bœuf qui permet le passage de la ligne Lyon - Grenoble.

Le territoire de la commune est traversé par le ruisseau de Réaumont, d'une longueur de 6 km, un modeste cours d'eau affluent de la Fure qu'il rejoint dans la commune voisine de Rives.

Quelques photos du viaduc de la Fure et du ruisseau de Réaumont
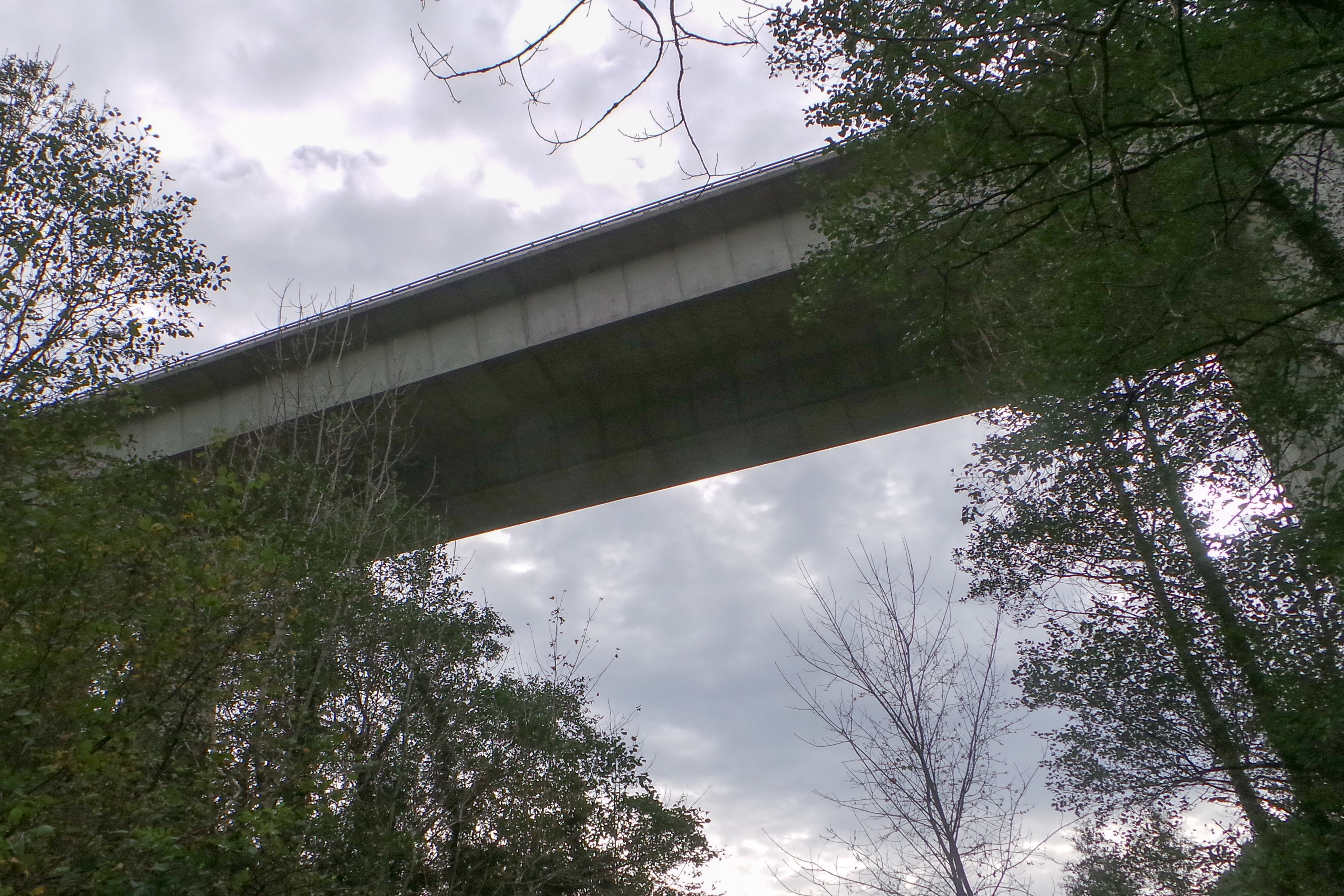
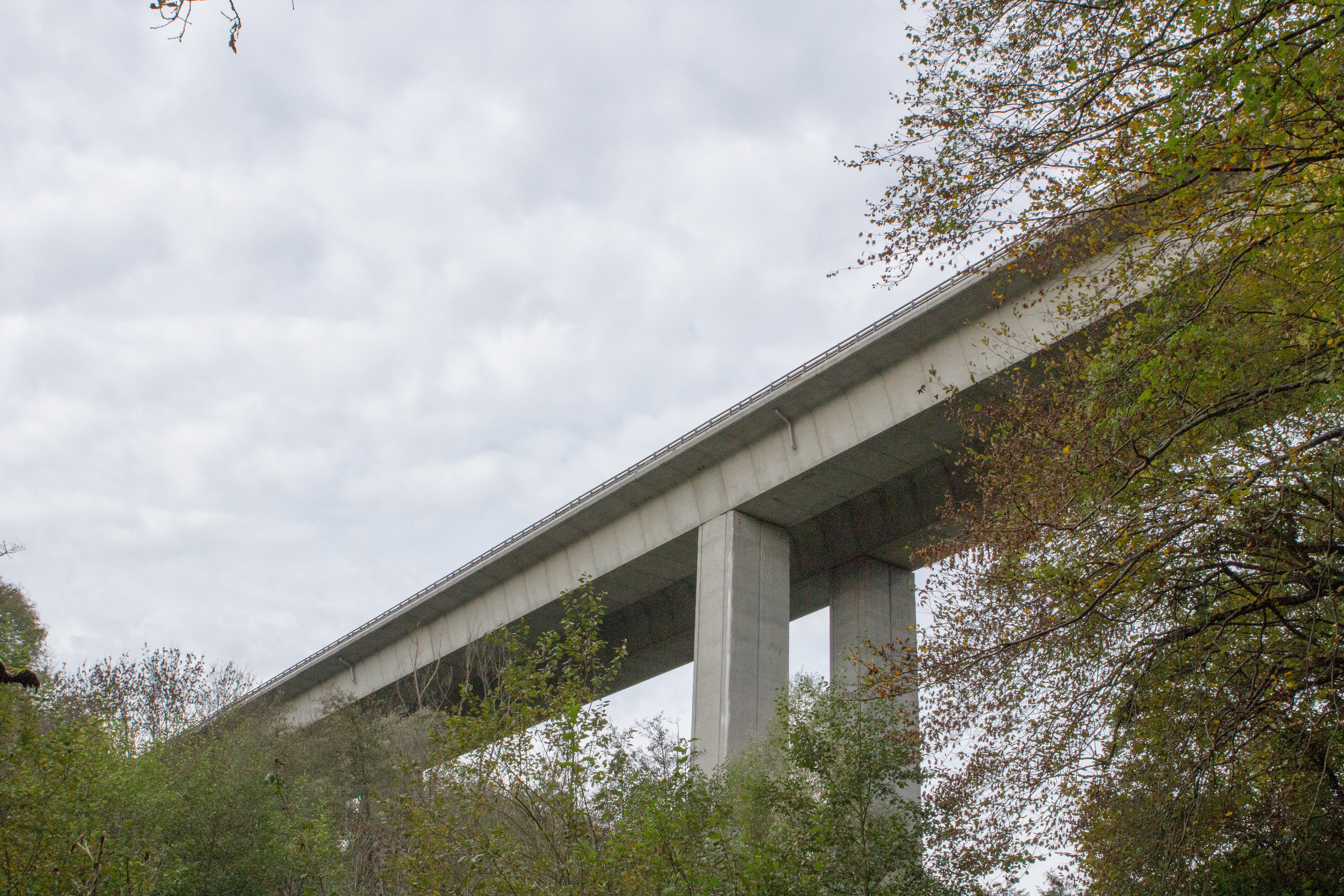
Viaduc de la Fure.
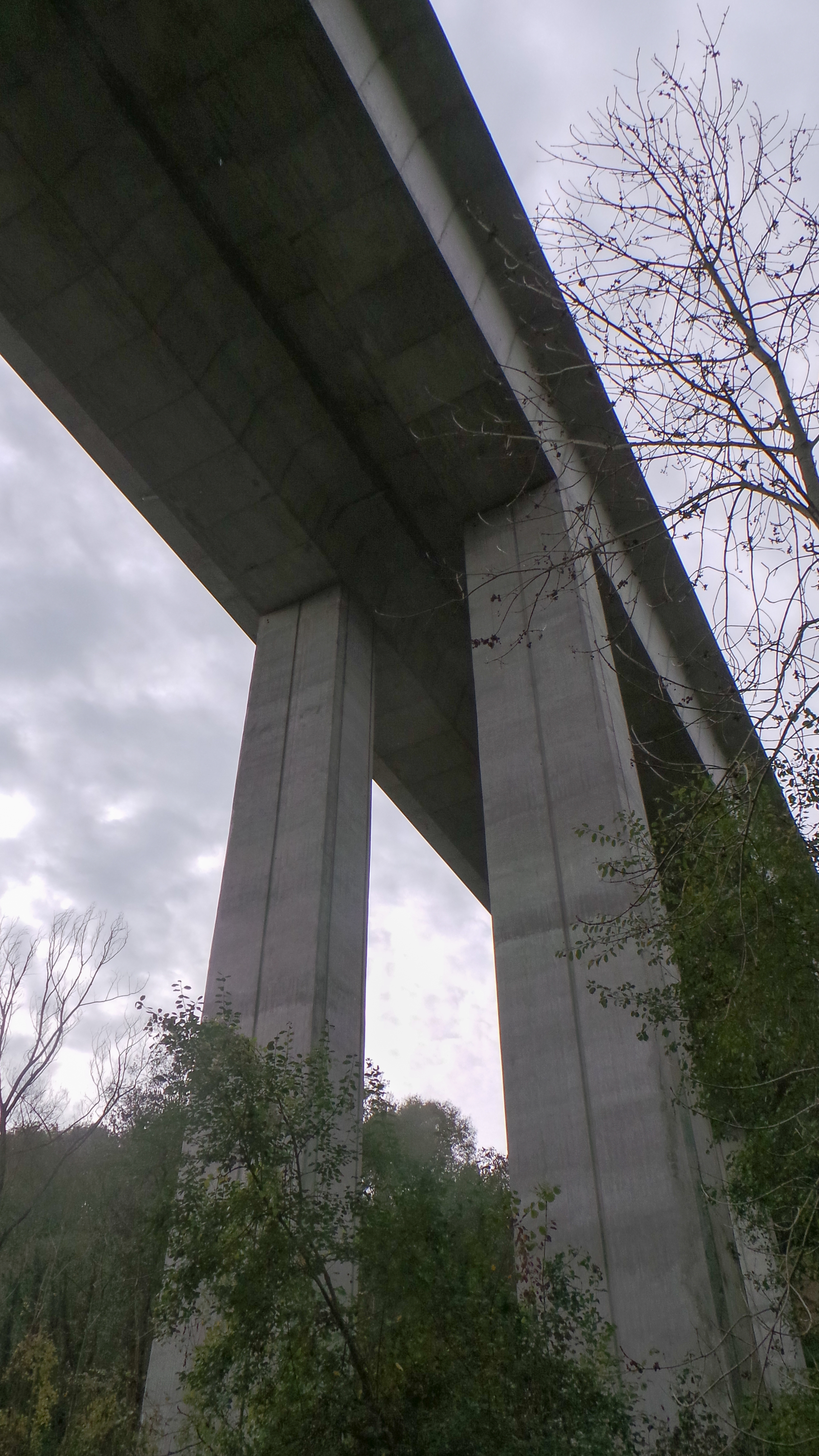
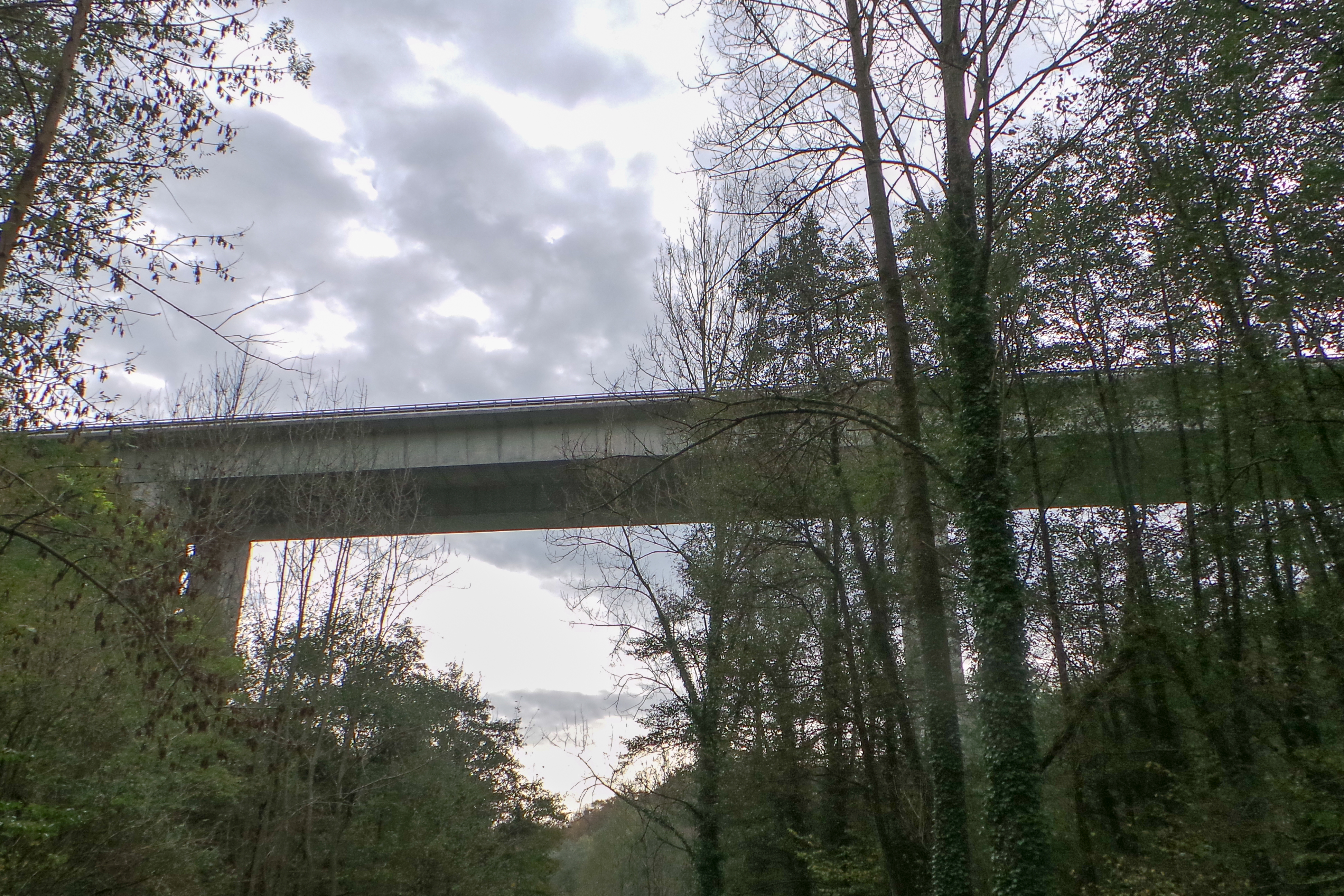
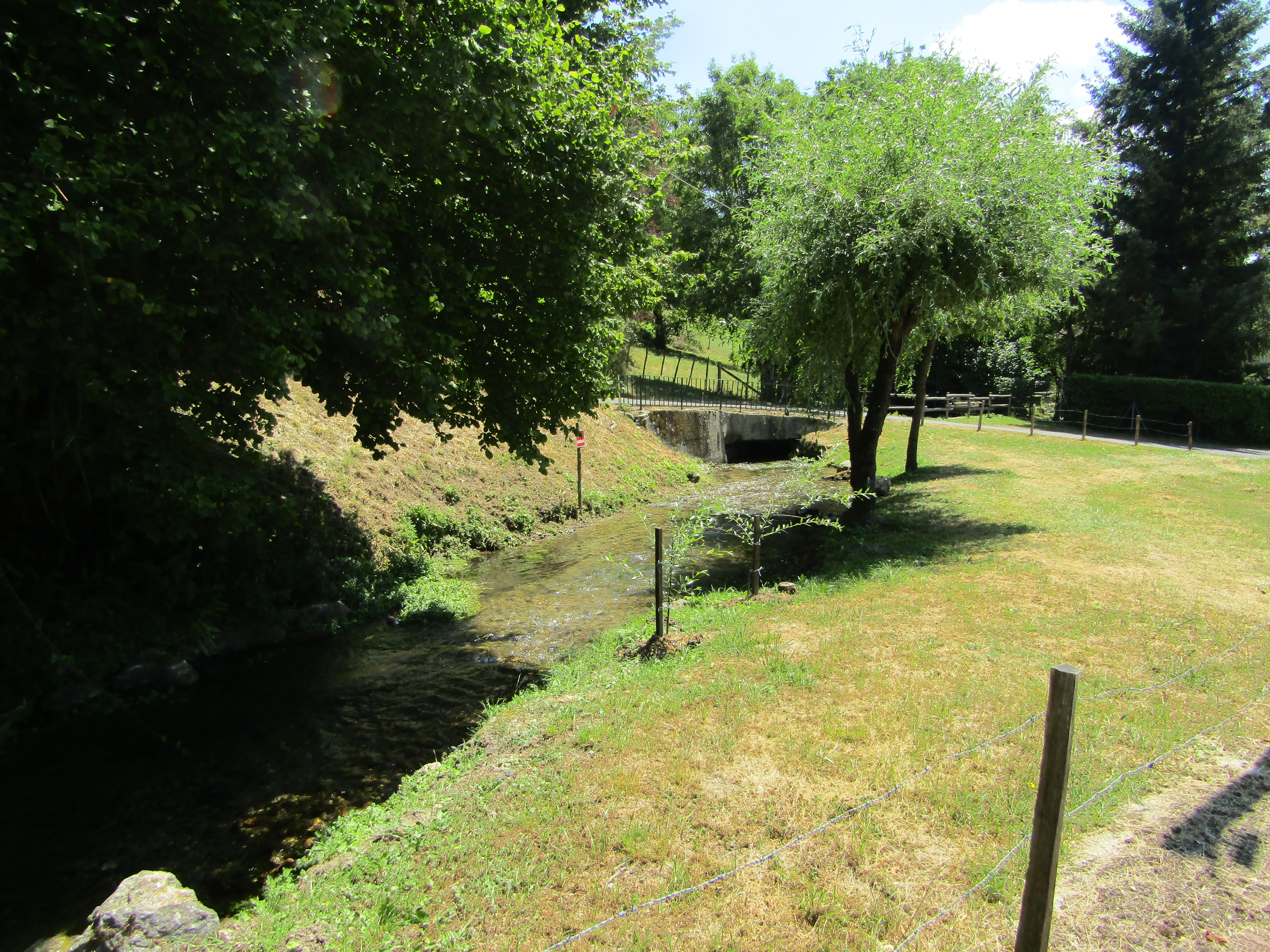
Ruisseau de Réaumont.
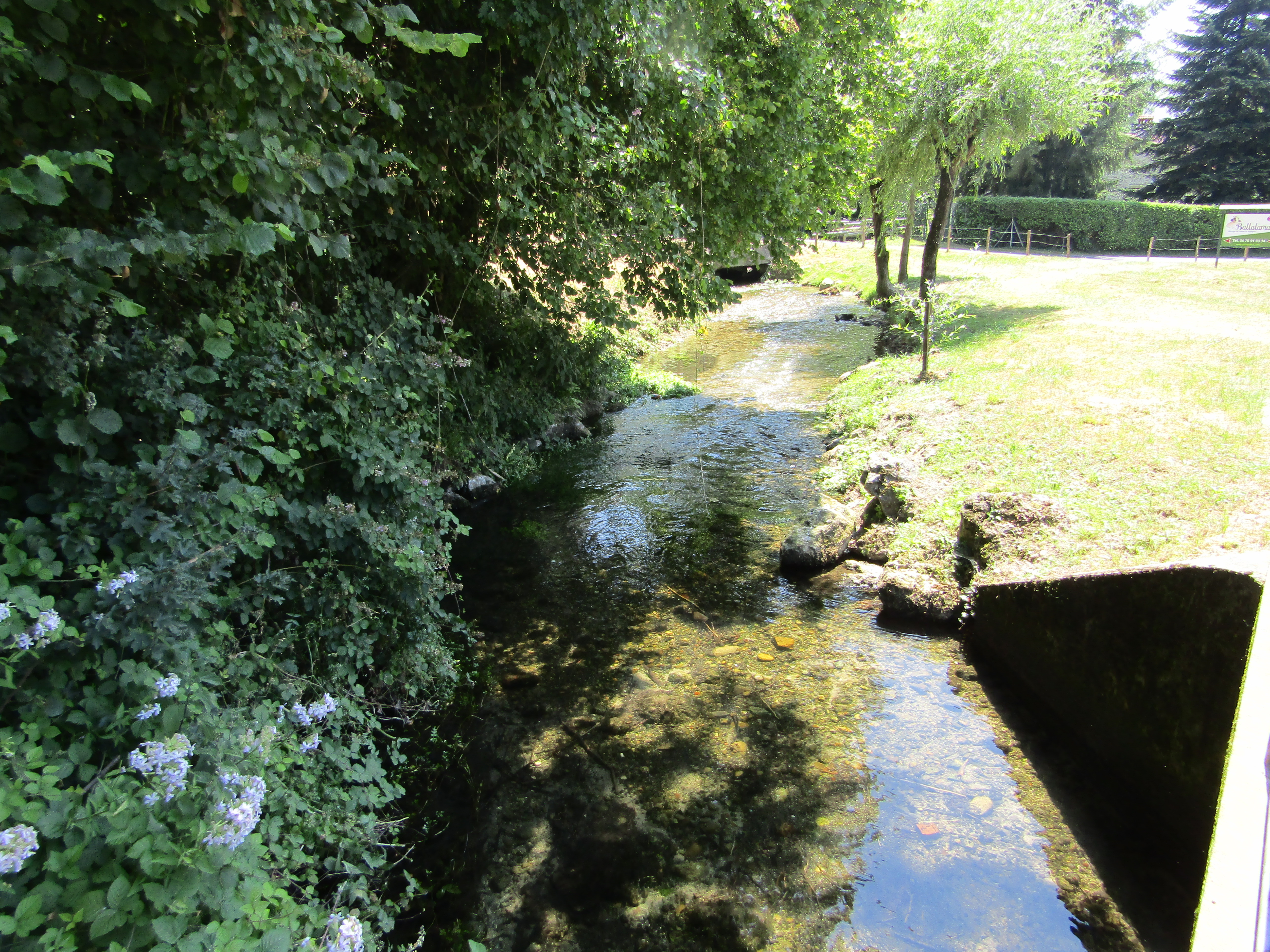
Ruisseau de Réaumont.

### Voies de communication et transports

#### Voies routières
Réaumont est desservie par l'autoroute A48 (sortie no 10, Voiron, située à 6,2 km au sud-ouest), qui traverse le territoire de la commune d'ouest en est. Des routes départementales relient Réaumont aux communes voisines : Rives au sud et Saint-Cassien à l'est par la D 12A, et Saint-Blaise-du-Buis au nord par la D 12B.

#### Transport en commun

##### Transports routiers

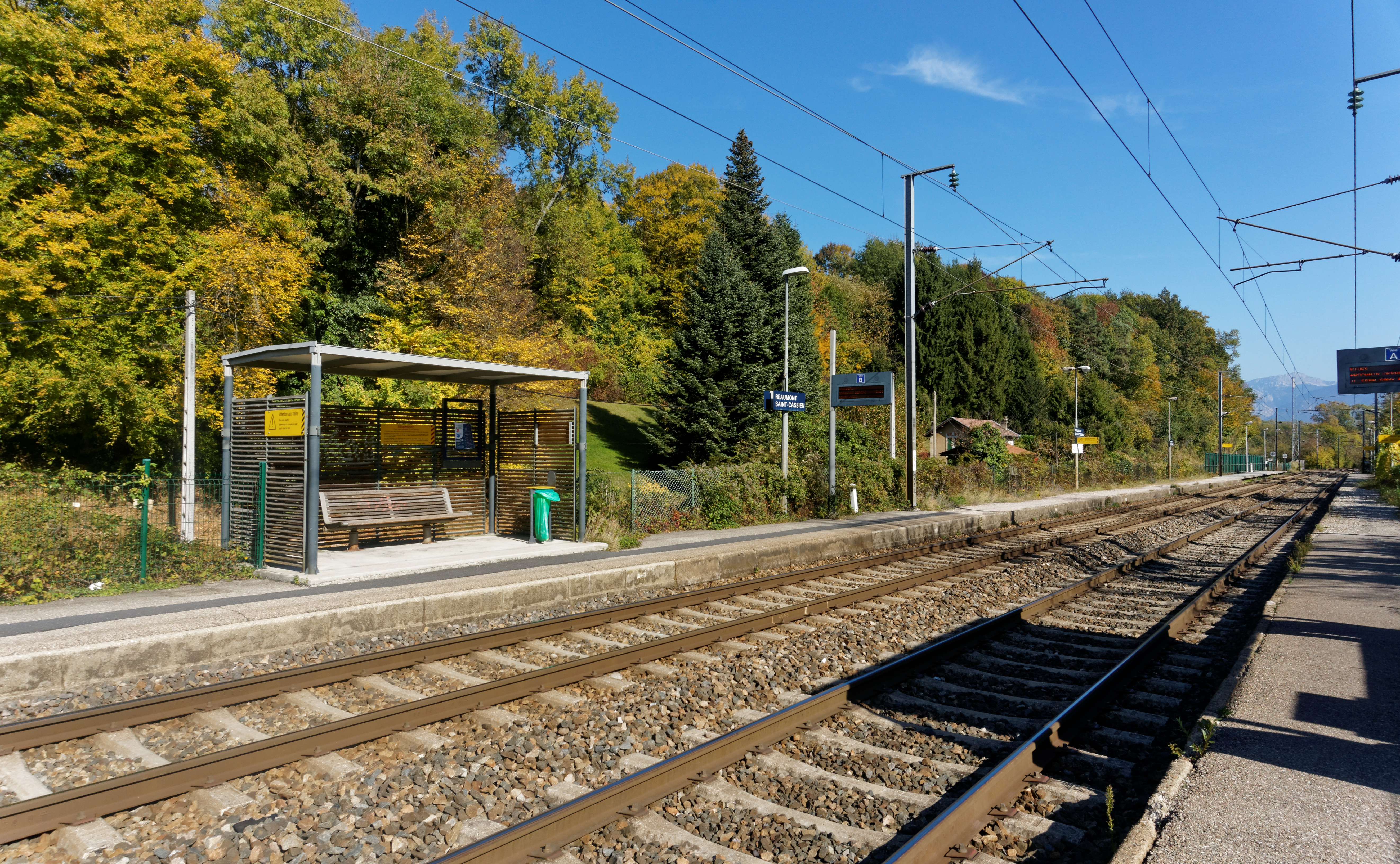
La gare de Réaumont - Saint-Cassien.

Plusieurs lignes de transport en commun routiers desservent la ville :
Lignes d'autobus
- la ligne J du réseau Pays voironnais Mobilité, reliant Renage à Voiron ;
- la ligne M du réseau des Transports du Pays voironnais, reliant Apprieu à Moirans ;

Ligne d'autocars
- la ligne 7350 du réseau interurbain de l'Isère, reliant La Côte-Saint-André à Voiron.

##### Transport ferroviaire
La gare de Réaumont - Saint-Cassien, desservie par les trains TER Rhône-Alpes (relation de Lyon-Perrache à Grenoble-Universités-Gières), permet de relier Lyon, Bourgoin-Jallieu, La Tour-du-Pin, Saint-André-le-Gaz, Voiron et Grenoble.

## Urbanisme

### Typologie
Au 1er janvier 2024, Réaumont est catégorisée ceinture urbaine, selon la nouvelle grille communale de densité à sept niveaux définie par l'Insee en 2022.
Elle appartient à l'unité urbaine de Voiron, une agglomération intra-départementale regroupant 15  communes, dont elle est une commune de la banlieue,,. Par ailleurs la commune fait partie de l'aire d'attraction de Grenoble, dont elle est une commune de la couronne,. Cette aire, qui regroupe 204 communes, est catégorisée dans les aires de 700 000 habitants ou plus (hors Paris),.

### Occupation des sols
La commune est principalement dominée par des zones agricoles, des prairies et des forêts, avec une densité de 203 hab./km2.
| type de territoire              | part de la superficie communale (%) |
| ------------------------------- | ----------------------------------- |
| territoires agricoles           | 86,7                                |
| forêts et milieux semi-naturels | 6,8                                 |
| territoires artificialisés      | 6,5                                 |

### Logement
La commune comptait 400 logements en 2012, dont 359 résidences principales, selon l'INSEE. Parmi ces résidences principales, 326 étaient la propriété de leurs occupants, 29 étaient louées, et quatre accueillaient des ménages logés à titre gratuit.
La majorité des emménagements sur la commune constituent des déplacements dits de « proximité ». En effet, en 2012, seulement 2 % de la population habitait dans une autre région ou à l'étranger cinq ans auparavant, tandis que près de 80 % habitait la même commune, selon l'INSEE.

### hameaux, lieux-dits et écarts
Voici, ci-dessous, la liste la plus complète possible des divers hameaux, quartiers et lieux-dits résidentiels urbains comme ruraux qui composent le territoire de la commune de Réaumont présentés selon les références toponymiques fournies par le site géoportail de l'Institut géographique national.
| - Grossant - Le Chatelard - le Mouret - Pont du Bœuf - les Blaches - le Carret - Pré Izrard | - le Moulin - le Chanin - le Fays - le Bessey - Bramaret - Mercuel - La Rentière |

### Risques naturels et technologiques

#### Risques sismiques
La totalité du territoire de la commune de Réaumont est située en zone de sismicité no 3 (sur une échelle de 1 à 5), comme la plupart des communes de son secteur géographique, mais non loin de la zone no 4 qui s'étend plus à l'est.
| Type de zone | Niveau            | Définitions (bâtiment à risque normal) |
| ------------ | ----------------- | -------------------------------------- |
| Zone 3       | Sismicité modérée | accélération = 1,1 m/s2                |

## Toponymie
Selon André Planck, auteur du livre L'origine du nom des communes du département de l'Isère, le village se dénommait Planese au Xe siècle, puis Régalis Mons, au XIIe siècle et Castri et mandamenti Raglimontis, en 1311. Ce même auteur explique que le nom de Planese dérive du latin « Planeso » signifiant « s'aplanir » indiquant la présence d'un plateau. Le terme Regalis Mons qui lui succéda signifie « Mont Royal », indiquant que ce lieu était placé sous l'autorité du Roi de France.

## Histoire

### Préhistoire et Antiquité
Au début de l'Antiquité, le territoire des Allobroges s'étendait sur la plus grande partie des pays qui seront nommés plus tard la Sapaudia (ce « pays des sapins » deviendra la Savoie) et au nord de l'Isère.
Les Allobroges, comme bien d'autres peuples gaulois, sont une « confédération ». En fait, les Romains donnèrent, par commodité le nom d'Allobroges à l'ensemble des peuples gaulois vivant dans la civitate (cité) de Vienne, à l'ouest et au sud de la Sapaudia.

### Moyen Âge et Temps Modernes

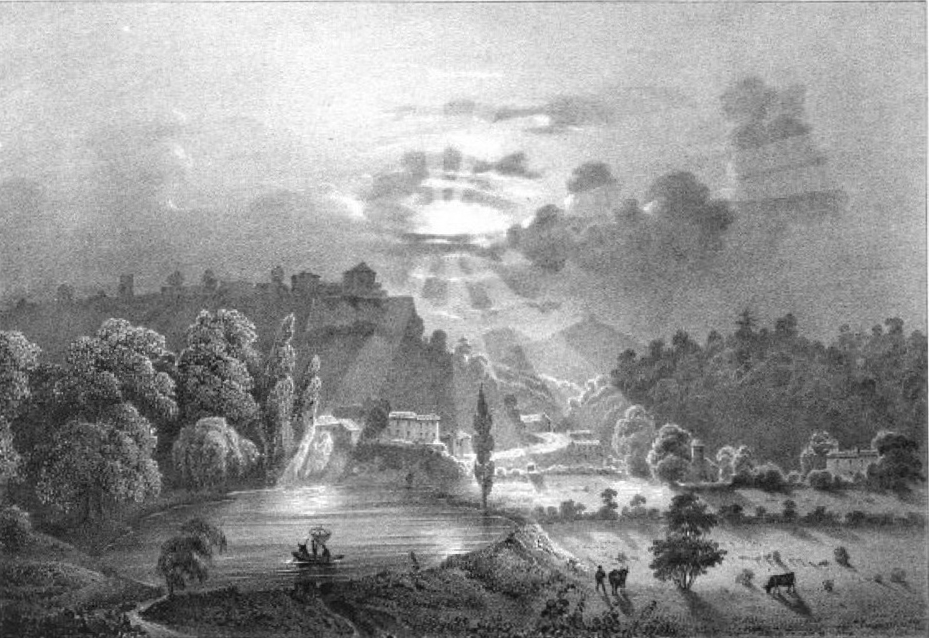
Réaumont au XIXe siècle illustrée par Victor Cassien (1808 - 1893).

Une charte de franchises est accordée par Jean II en 1311 au mandemant de Réaumont (qui comprenait la Murette, St Blaise du Buis et Saint Cassien)

## Politique et administration

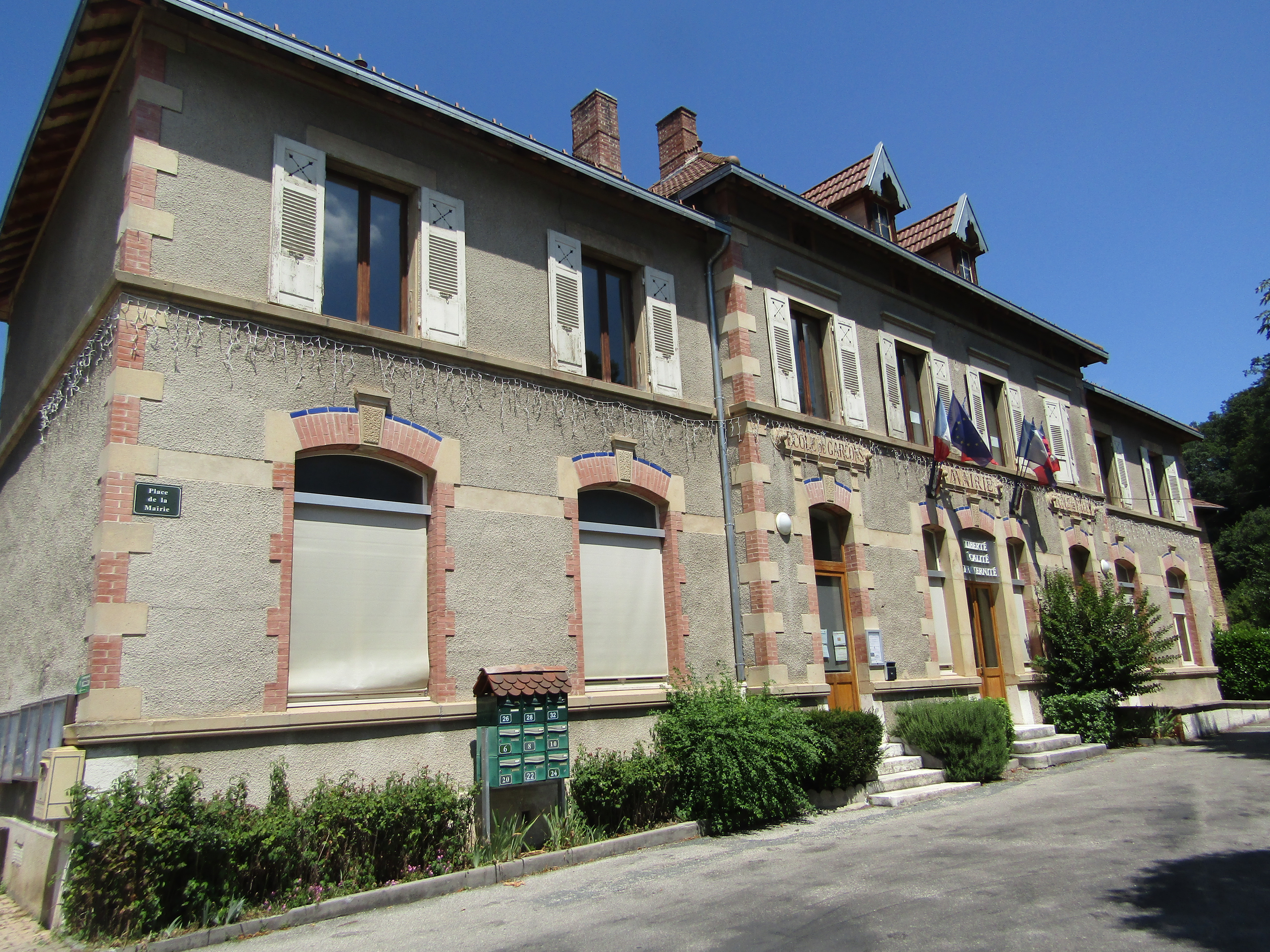
Mairie de Réaumont en 2019

### Vie politique locale
Le nombre d'habitants de la commune étant compris entre 500 et 1 499, le nombre de membres du conseil municipal est de quinze élus.
La commune est rattachée administrativement à l’arrondissement de Grenoble et politiquement au canton de Rives représenté par le conseiller général Robert Veyret (PC) et à la neuvième circonscription de l'Isère représentée par la députée Michèle Bonneton (EELV).
La commune est membre de la communauté d'agglomération du Pays voironnais qui regroupe trente-quatre communes.

### Liste des maires
| Période                                  | Période   | Identité           | Étiquette | Qualité  |
| ---------------------------------------- | --------- | ------------------ | --------- | -------- |
| mars 1994                                | 2001      | Didier Cotin       |           |          |
| mars 2001                                | mars 2008 | Maxime Clément-Guy | DVG       |          |
| mars 2008                                | mars 2014 | Michel Menu        |           |          |
| mars 2014                                | mai 2020  | Brigitte Laurent   | SE        | Employée |
| mai 2020                                 | En cours  | Patrick Morel      |           |          |
| Les données manquantes sont à compléter. |           |                    |           |          |

### Tendances politiques et résultats
Au second tour de l'élection présidentielle de 2017, Emmanuel Macron (En Marche) a obtenu 70,55 % des suffrages exprimés, contre 29,45 % pour Marine Le Pen (Front national). Le taux d'abstention a été de 16,50 % (tandis qu'il était de 25,44 % à l'échelle nationale).

## Population et société

### Démographie
L'évolution du nombre d'habitants est connue à travers les recensements de la population effectués dans la commune depuis 1793. Pour les communes de moins de 10 000 habitants, une enquête de recensement portant sur toute la population est réalisée tous les cinq ans, les populations de référence des années intermédiaires étant quant à elles estimées par interpolation ou extrapolation. Pour la commune, le premier recensement exhaustif entrant dans le cadre du nouveau dispositif a été réalisé en 2004.

En 2022, la commune comptait 1 005 habitants, en évolution de −2,71 % par rapport à 2016 (Isère : +3,07 %, France hors Mayotte : +2,11 %).
| 1793 | 1800 | 1806 | 1821 | 1831 | 1836 | 1841 | 1846 | 1851 |
| ---- | ---- | ---- | ---- | ---- | ---- | ---- | ---- | ---- |
| 630  | 640  | 649  | 700  | 722  | 750  | 714  | 723  | 766  |

| 1856 | 1861 | 1866 | 1872 | 1876 | 1881 | 1886 | 1891 | 1896 |
| ---- | ---- | ---- | ---- | ---- | ---- | ---- | ---- | ---- |
| 772  | 746  | 750  | 795  | 815  | 790  | 786  | 700  | 667  |

| 1901 | 1906 | 1911 | 1921 | 1926 | 1931 | 1936 | 1946 | 1954 |
| ---- | ---- | ---- | ---- | ---- | ---- | ---- | ---- | ---- |
| 631  | 557  | 519  | 498  | 490  | 480  | 414  | 393  | 371  |

| 1962 | 1968 | 1975 | 1982 | 1990 | 1999 | 2004 | 2006 | 2009 |
| ---- | ---- | ---- | ---- | ---- | ---- | ---- | ---- | ---- |
| 384  | 357  | 371  | 501  | 634  | 791  | 837  | 859  | 940  |

| 2014  | 2019 | 2022  | - | - | - | - | - | - |
| ----- | ---- | ----- | - | - | - | - | - | - |
| 1 039 | 998  | 1 005 | - | - | - | - | - | - |

### Enseignement
La commune est rattachée à l'Académie de Grenoble (Zone A). L'école maternelle publique de Réaumont qui dépend de l'inspection académique de l'Isère, est le seul établissement de la commune.

### Manifestations culturelles et festivités
Des expositions artistiques de peinture et de sculpture, ainsi qu'une fête du patrimoine sont organisées régulièrement par l'association « Réaumont Animation », qui participe également à la sauvegarde du patrimoine rural et agricole par des manifestations comme la « fête de la batteuse » qui présente des véhicules et matériels agricoles anciens.

### Équipements culturels et sportifs
L'association « Amitié Montagne Réaumont », affiliée à la Fédération sportive et gymnique du travail depuis 1970, propose diverses activités de plein air.

### Médias

#### Presse régionale
Le quotidien à grand tirage Le Dauphiné libéré consacre chaque jour de la semaine et du week-end, dans son édition Chartreuse-Sud Grésivaudan, une page complète sur l'actualité sur la région voironnaise avec quelquefois des articles sur les événements dans la commune ainsi que des comptes-rendus, des annonces, des dossiers sur des thèmes variés.

#### Télévision
En ce qui concerne la réception de la télévision, les habitants de la commune peuvent recevoir les 27 chaines de la TNT et sont concernés par le journal régional de France 3 Alpes. La chaîne privée télé Grenoble Isère consacre également une émission hebdomadaire au pays voironnais.

### Cultes
La communauté catholique et l'église de Saint-Blaise-du-Buis (propriété de la commune) dépendent de la paroisse « Notre Dame de la Vouise » qui couvre également le territoire de seize autres communes, regroupant ainsi un total de vingt-trois clochers. la paroisse est rattachée au diocèse de Grenoble-Vienne.

## Économie

### Emploi
48 % des habitants étaient actifs, tandis que 7,9 % étaient au chômage (soit 2,4 points de moins que le taux national) en 2014, selon l'Institut national de la statistique et des études économiques.

### Revenus de la population et fiscalité
Le revenu médian annuel des habitants de la commune était de 24 986 euros en 2012, soit 26,29 % de plus que la moyenne nationale (19 785 euros).
Le produit des impôts locaux était de 245 000 euros en 2015 (soit 497 euros par foyer fiscal en moyenne), tandis que cet impôt était plus élevé au niveau départemental (974 euros en moyenne par foyer fiscal). La commune comptait 26,4 % de foyers non-imposables.

### Secteur agricole
Réaumont est une des communes d'un secteur de vignobles pouvant revendiquer le label IGP « Coteaux-du-grésivaudan », comme la plupart des communes de la moyenne vallée de l'Isère (Grésivaudan et cluse de Voreppe).

## Culture locale et patrimoine

### Lieux et monuments

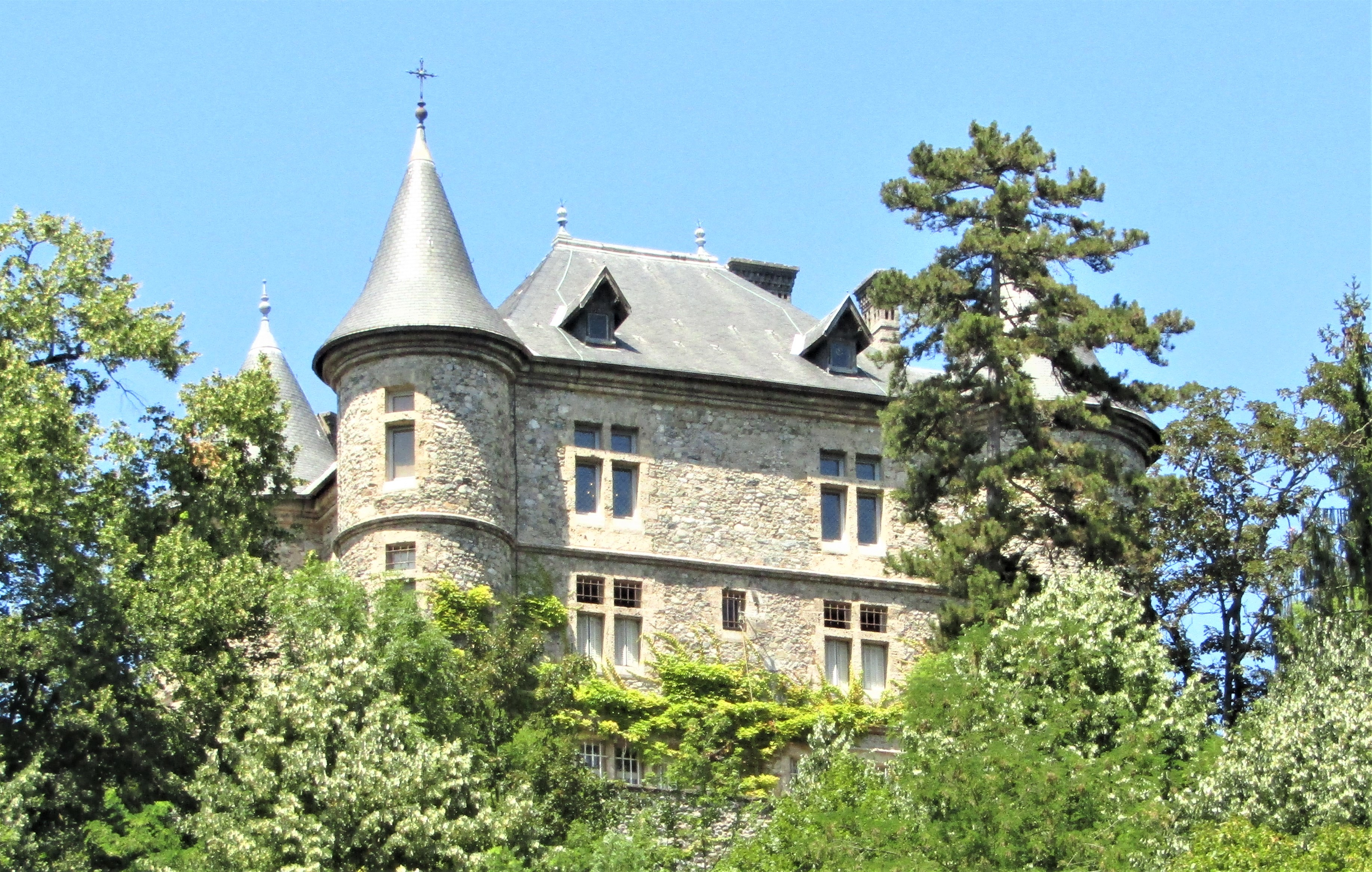
Le château de Réaumont en juillet 2019.

#### Le château
Le château de Réaumont actuel date XXe siècle. L'édifice est situé à la place de l'ancien château fort de Réaumont. Le château est de propriété privée.
L'ancien édifice, dénommé Château de Planière est connu dès le Xe siècle, époque où il était rattaché au comté de Sermorens (ou Salmorenc). En 1107, lors du partage du comté, il fut attribué à l’archevêché de Vienne, puis au XIVe siècle il est rattaché au domaine delphinal. Démantelé sur l’ordre du cardinal de Richelieu, les restes furent vendus comme bien national durant la Révolution française. Un nouveau bâtiment a été édifié au XIXe siècle sur le plan médiéval.

#### L'église
L'église paroissiale Saint-Jean-Baptiste de Réaumont, reconstruite en 1881 et située à proximité immédiate de la mairie, présente un bel aménagement intérieur remanié avec un ensemble statuaire sacré,L'intérieur du bâtiment a bénéficié d'une restauration en 2018.

Quelques vues de l'église de Réaumont
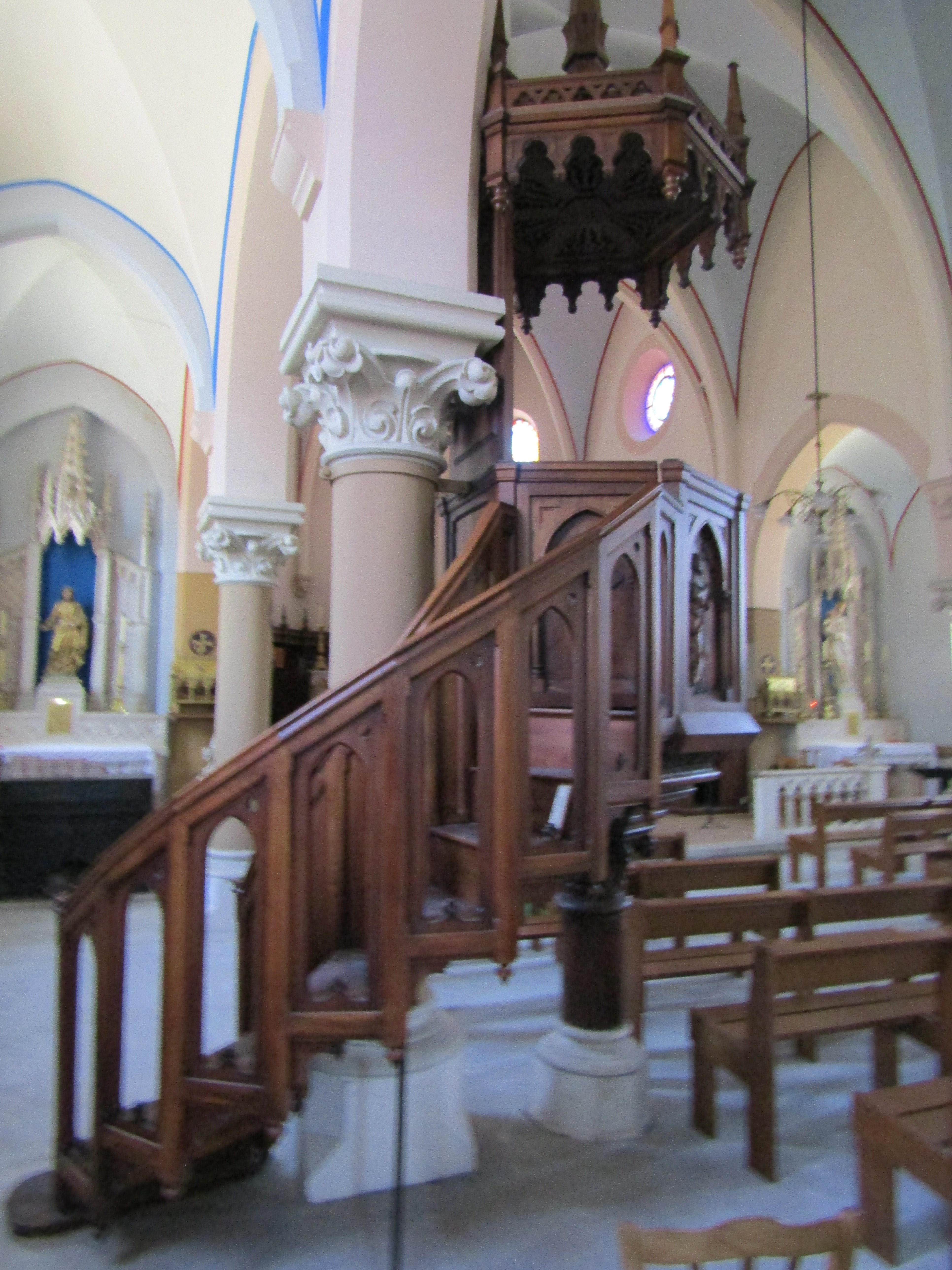
Intérieur (chaire).
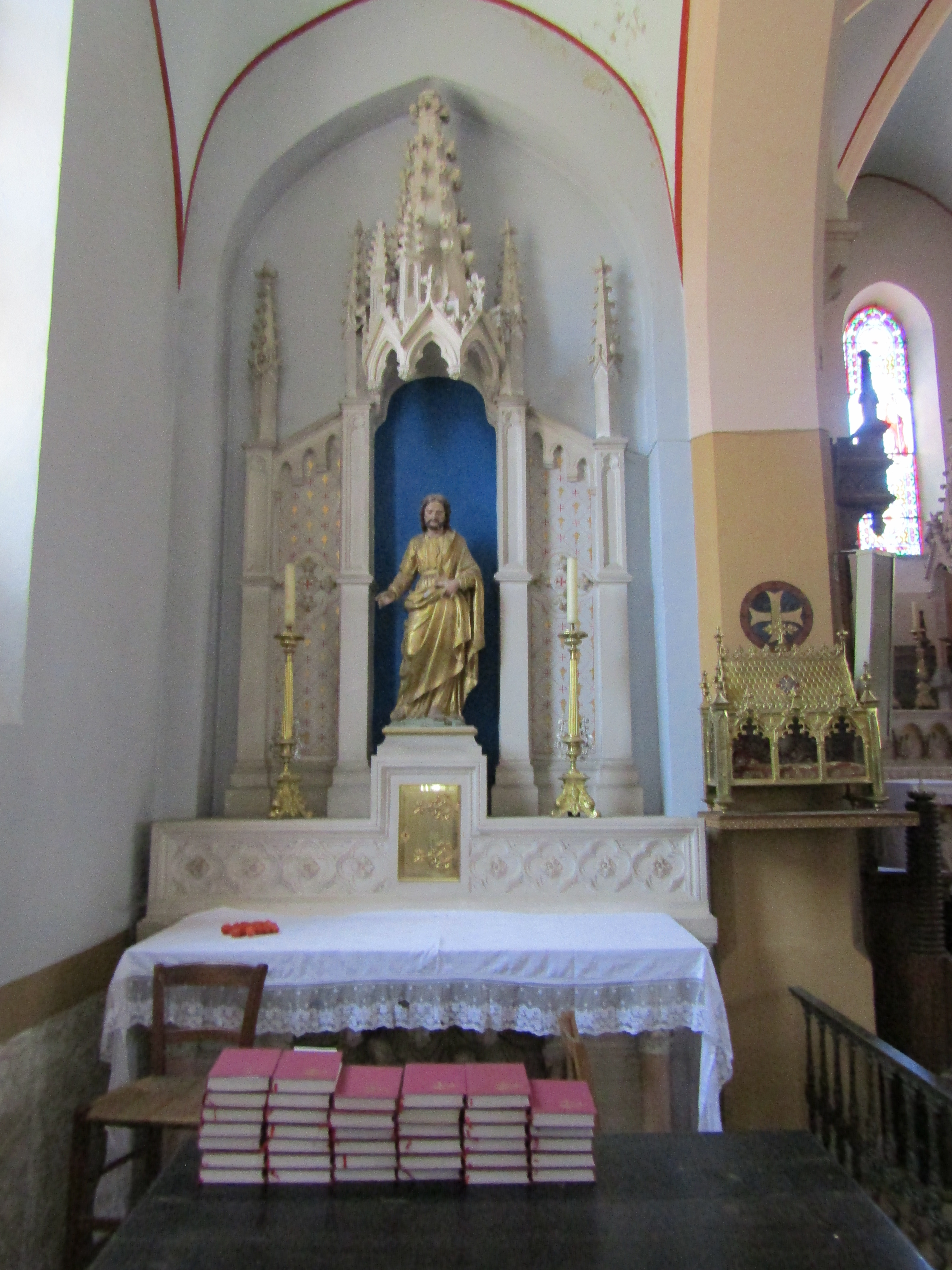
Vue intérieure.
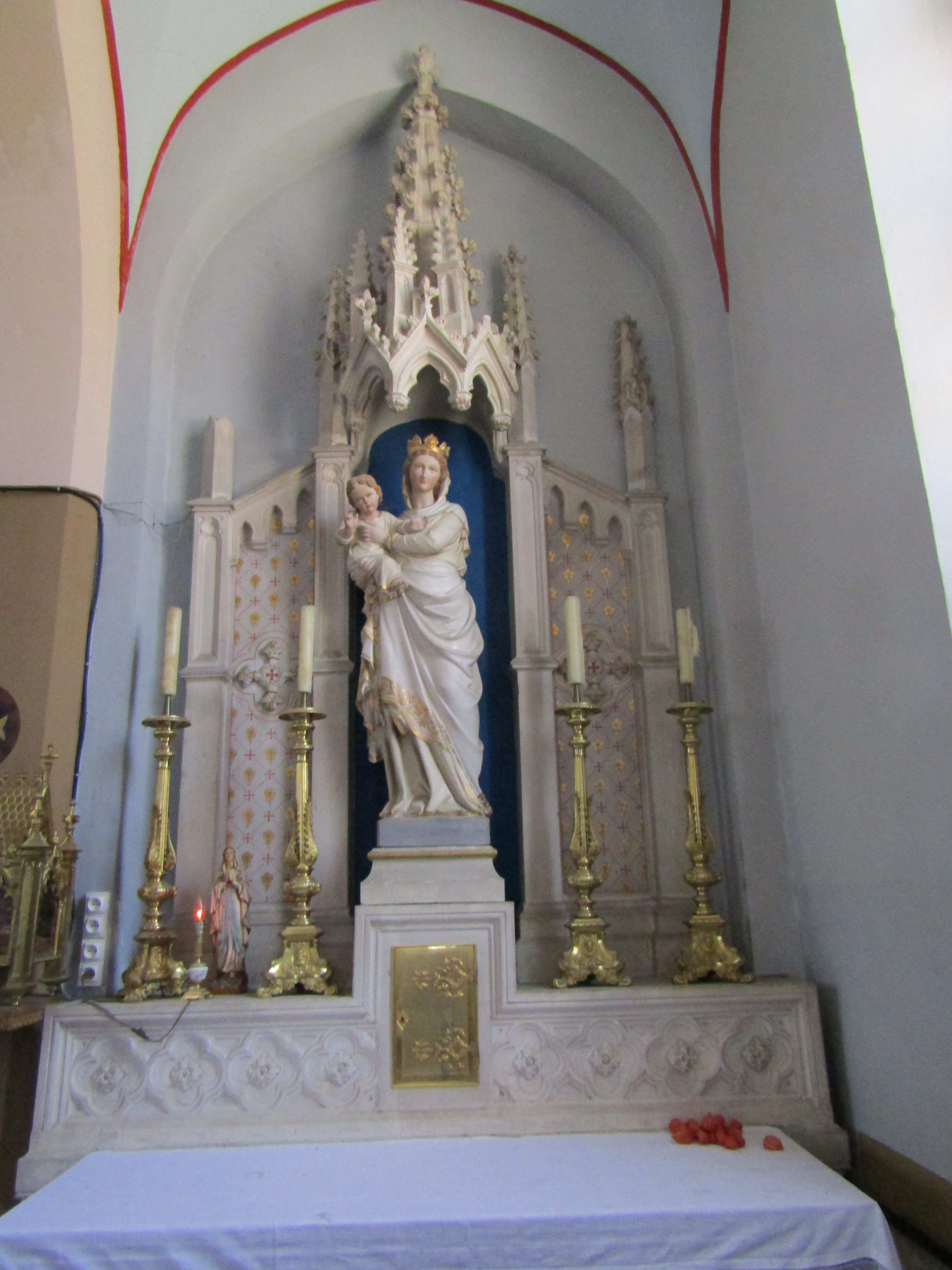
Statue de la Vierge à l'Enfant.
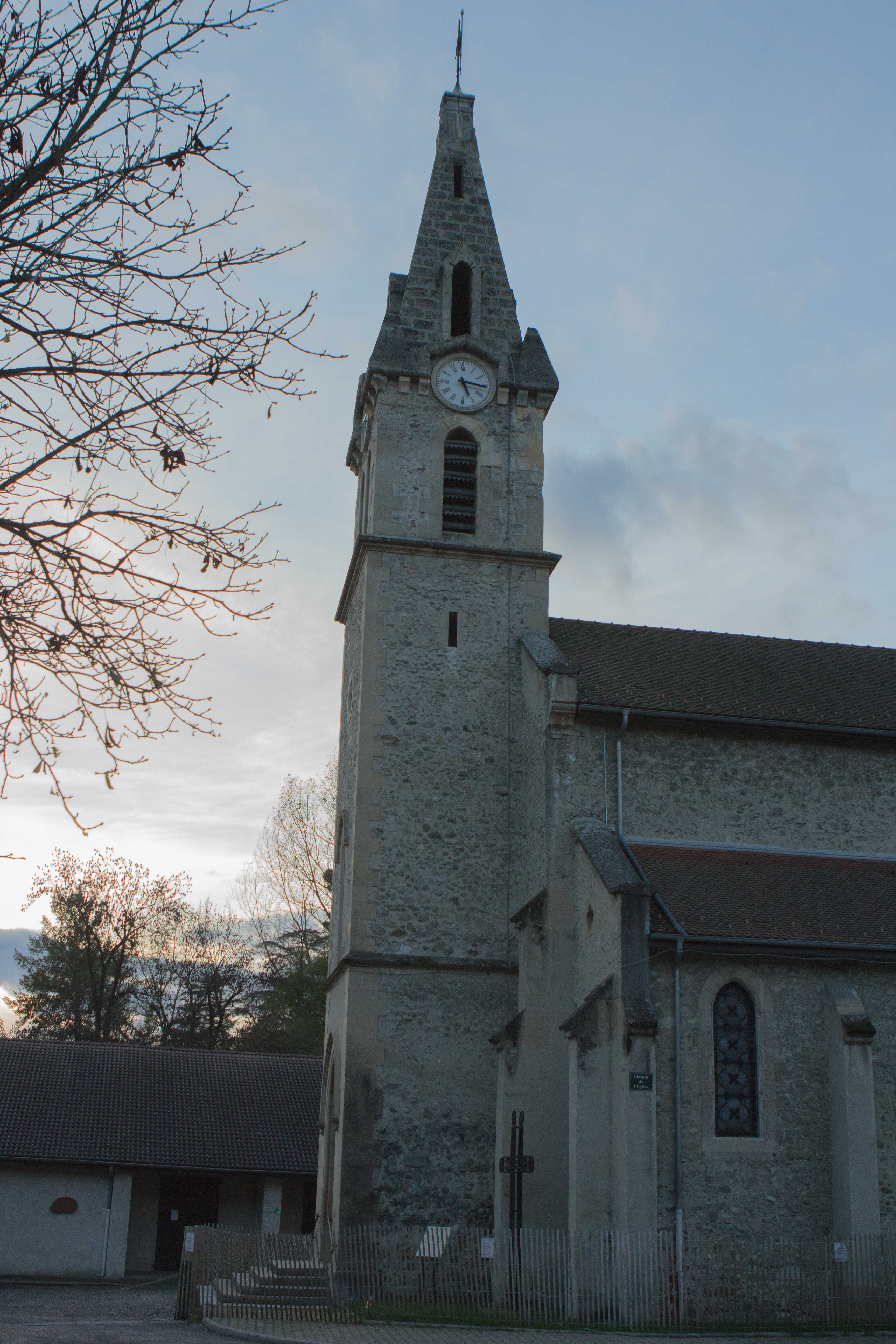
vue extérieure (2013).
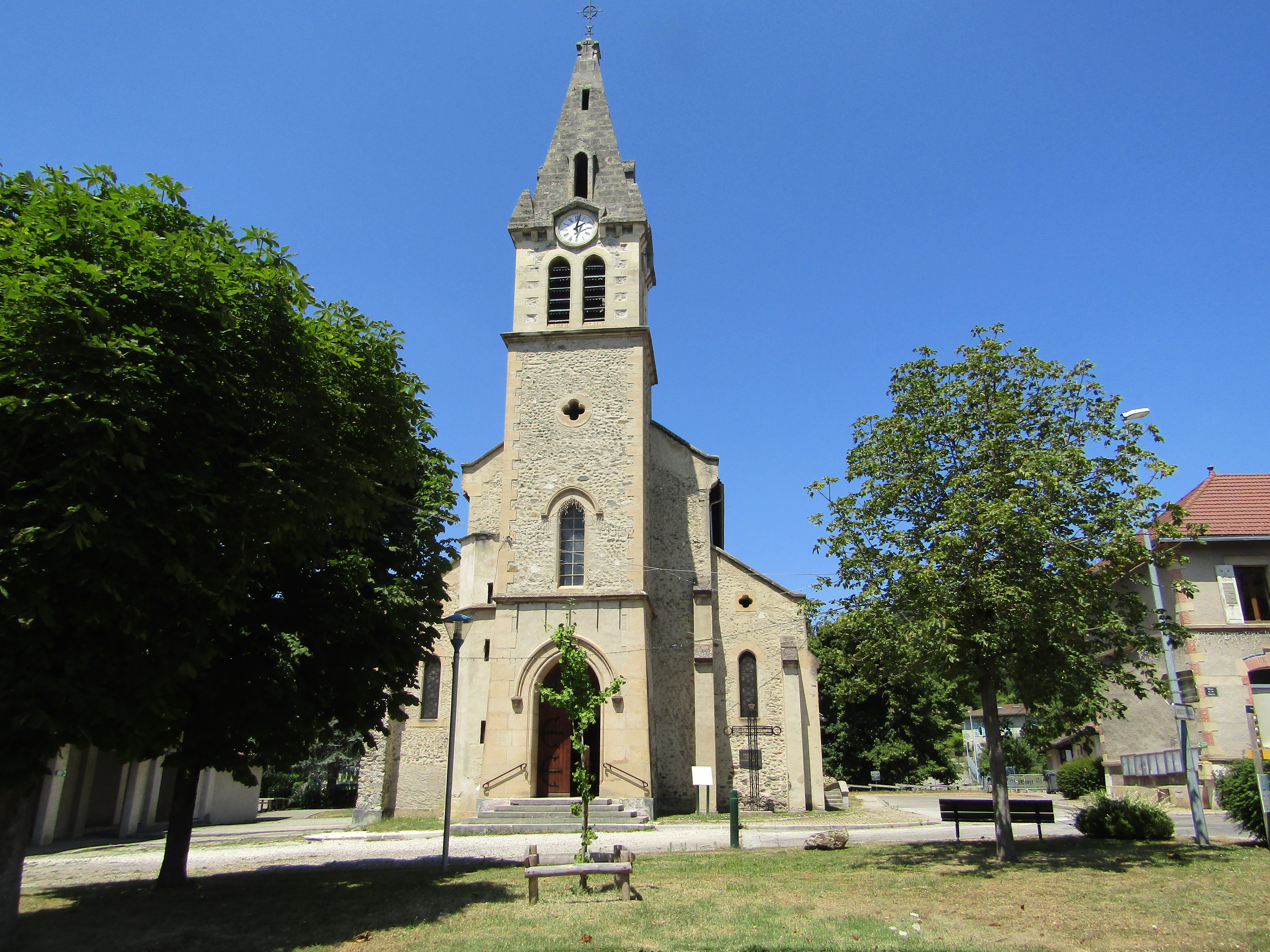
vue extérieure (2019).
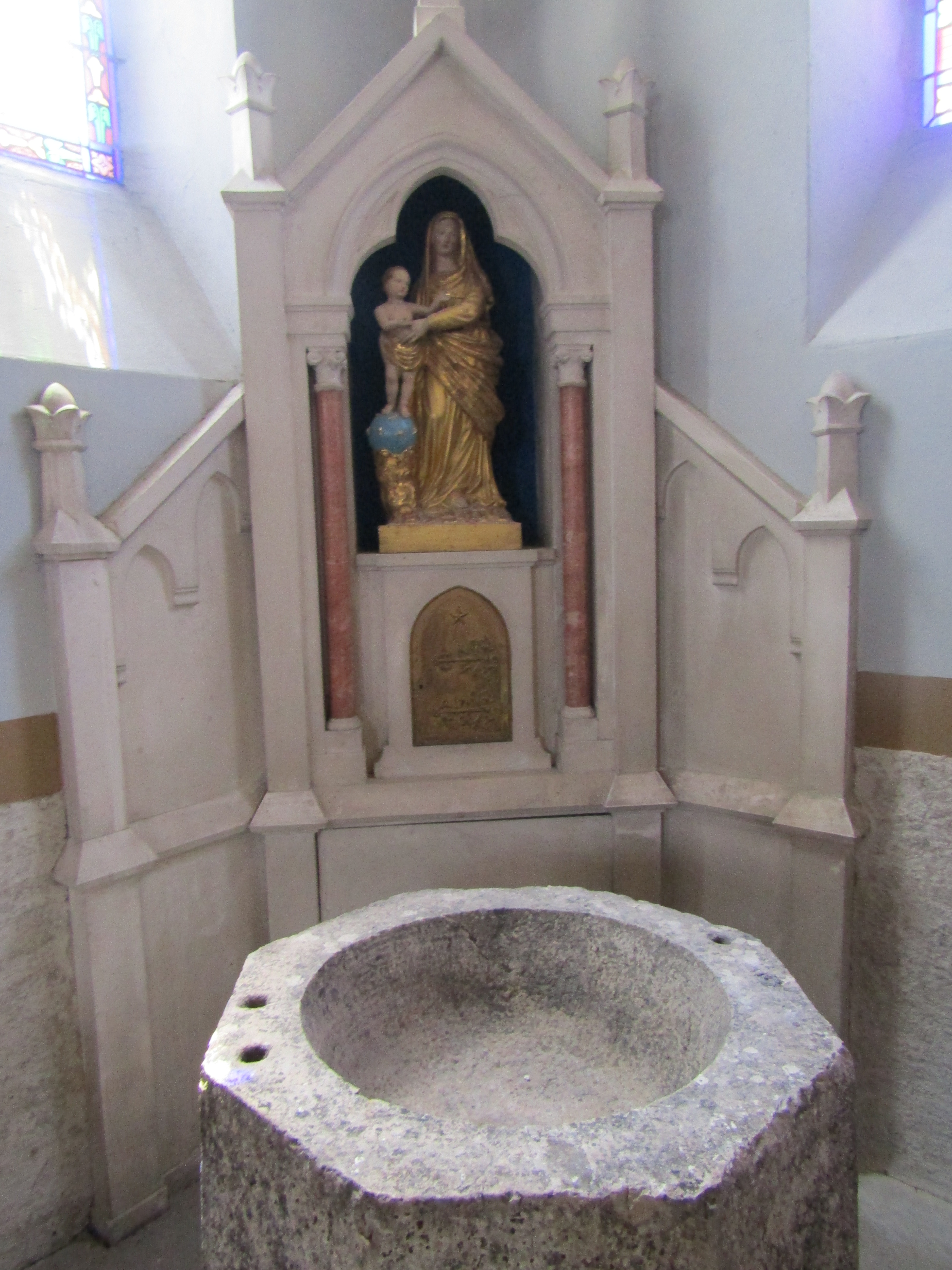
Statue de la Vierge à l'Enfant et bénitier.
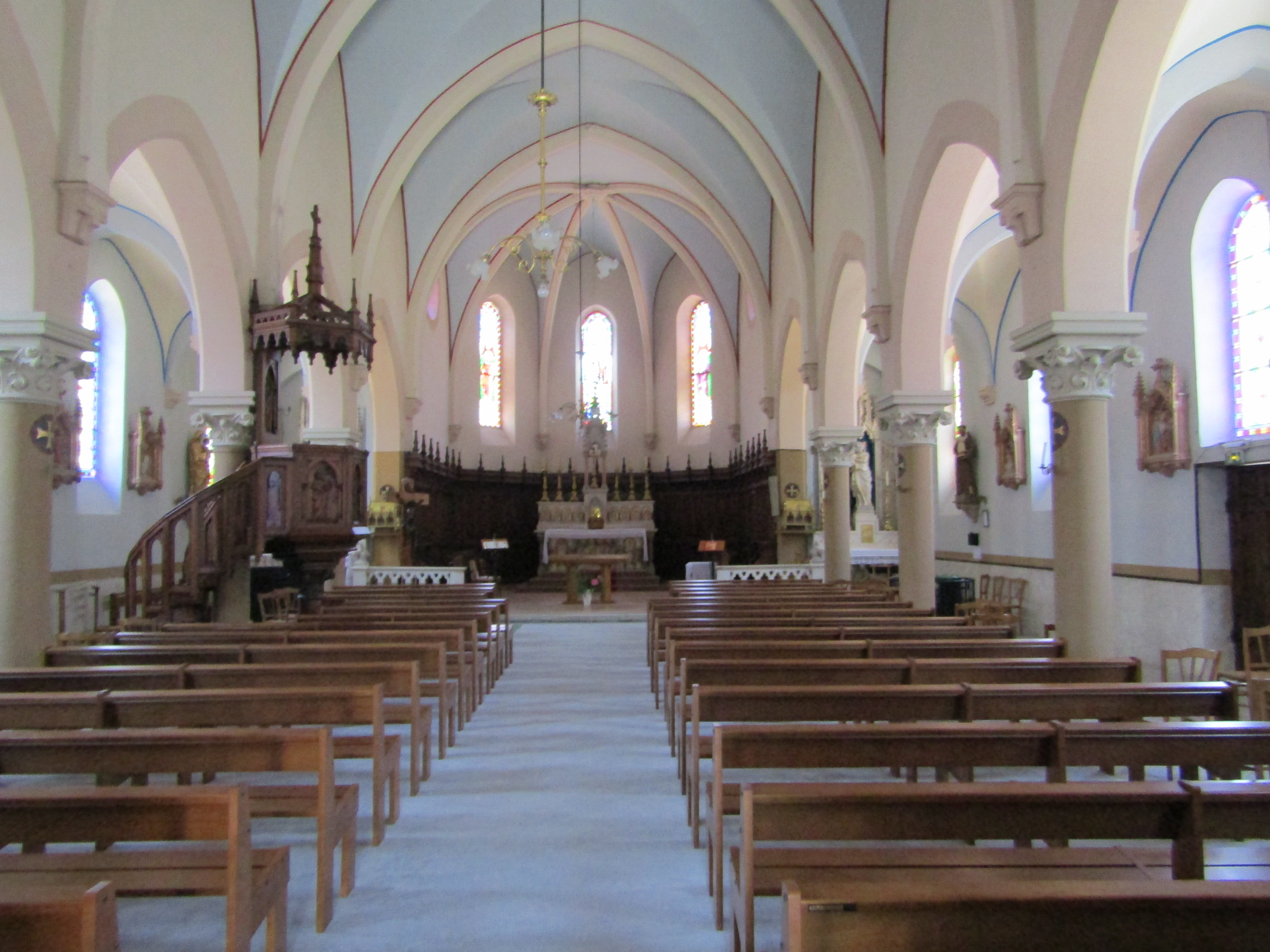
Vue intérieure de la nef.

#### Les autres bâtiments
- Le viaduc du Pont-du-bœuf, pont ferroviaire franchissant la Fure.
- Le tilleul de Sully, planté vers 1400[37], est classé arbre remarquable[39].
- Les lavoirs situé au Bayard, au Fays, au Moulin, au Mouret et au Village[39].
- Une motte castrale du XIe siècle est présumée au lieu-dit Châtelard, où se trouve la « Grande Maison », qui domine le Pont-du-bœuf et le ravin de la Fure. Cette bâtisse pourrait se situer aussi soit à la place du château fort de Planèse, disparu, soit d'une maison forte de Hugues de Commiers[37].

Quelques monuments et lieux remarquables de Réaumont
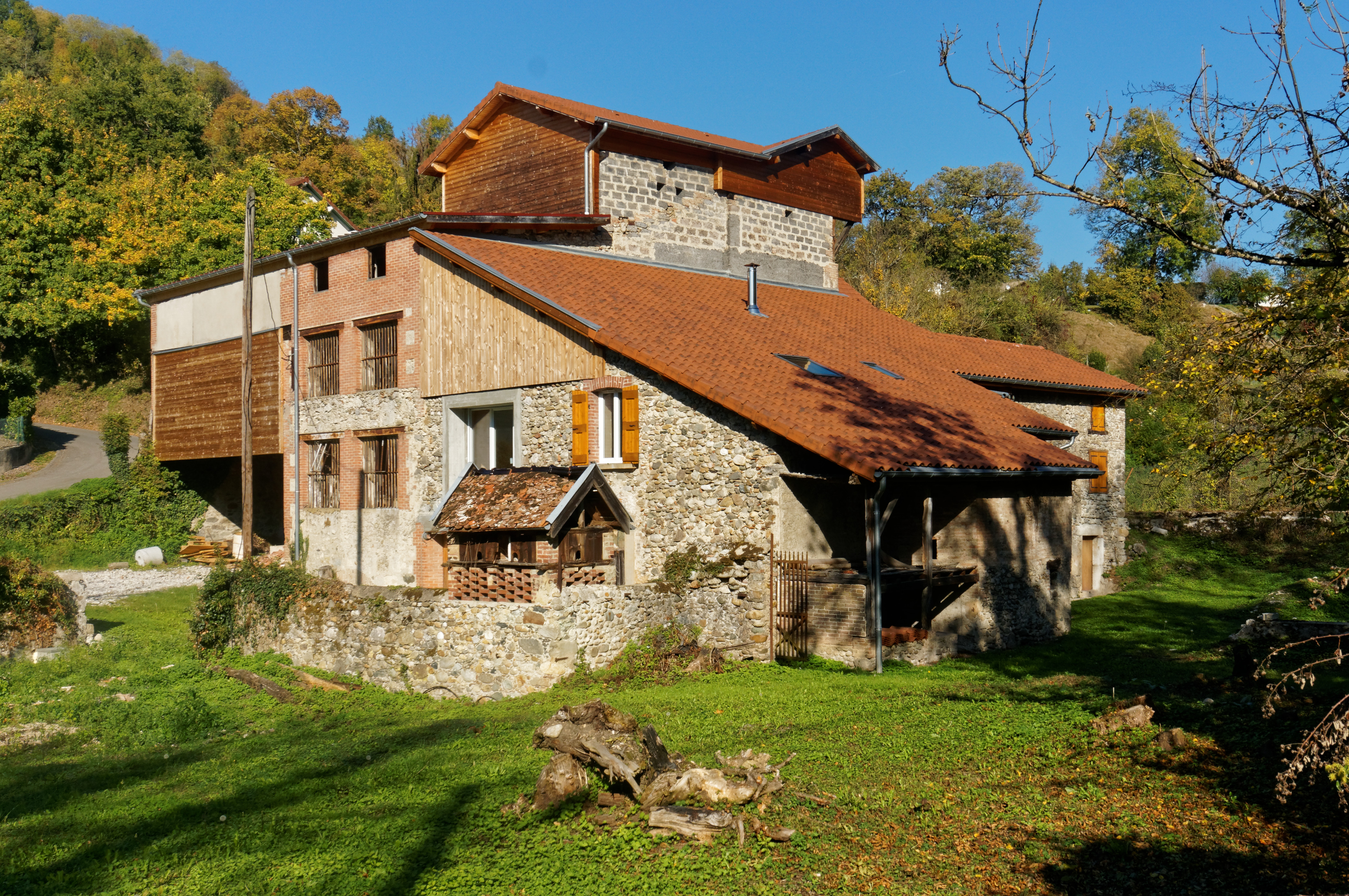
Moulin de Réaumont.
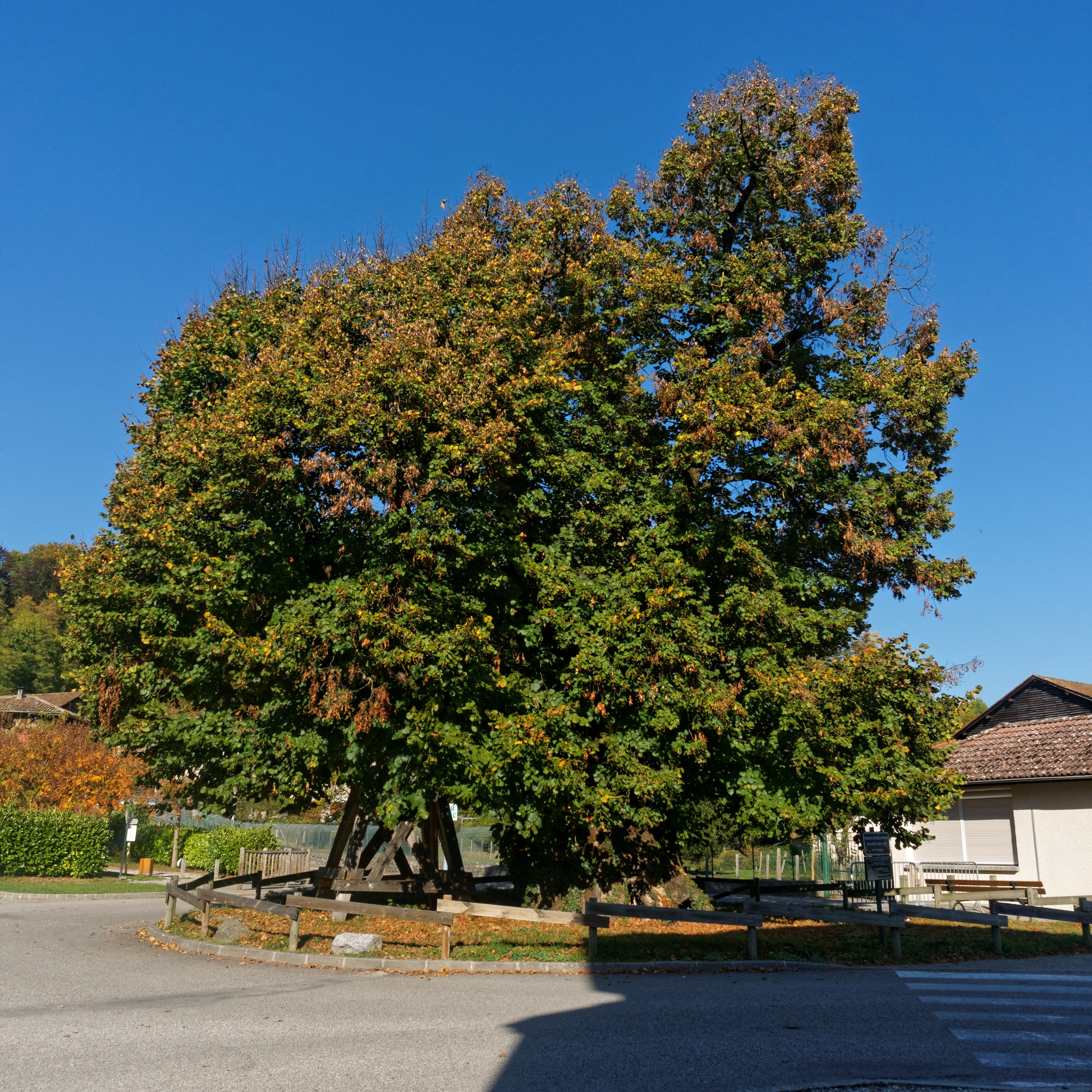
Tilleul de Sully .
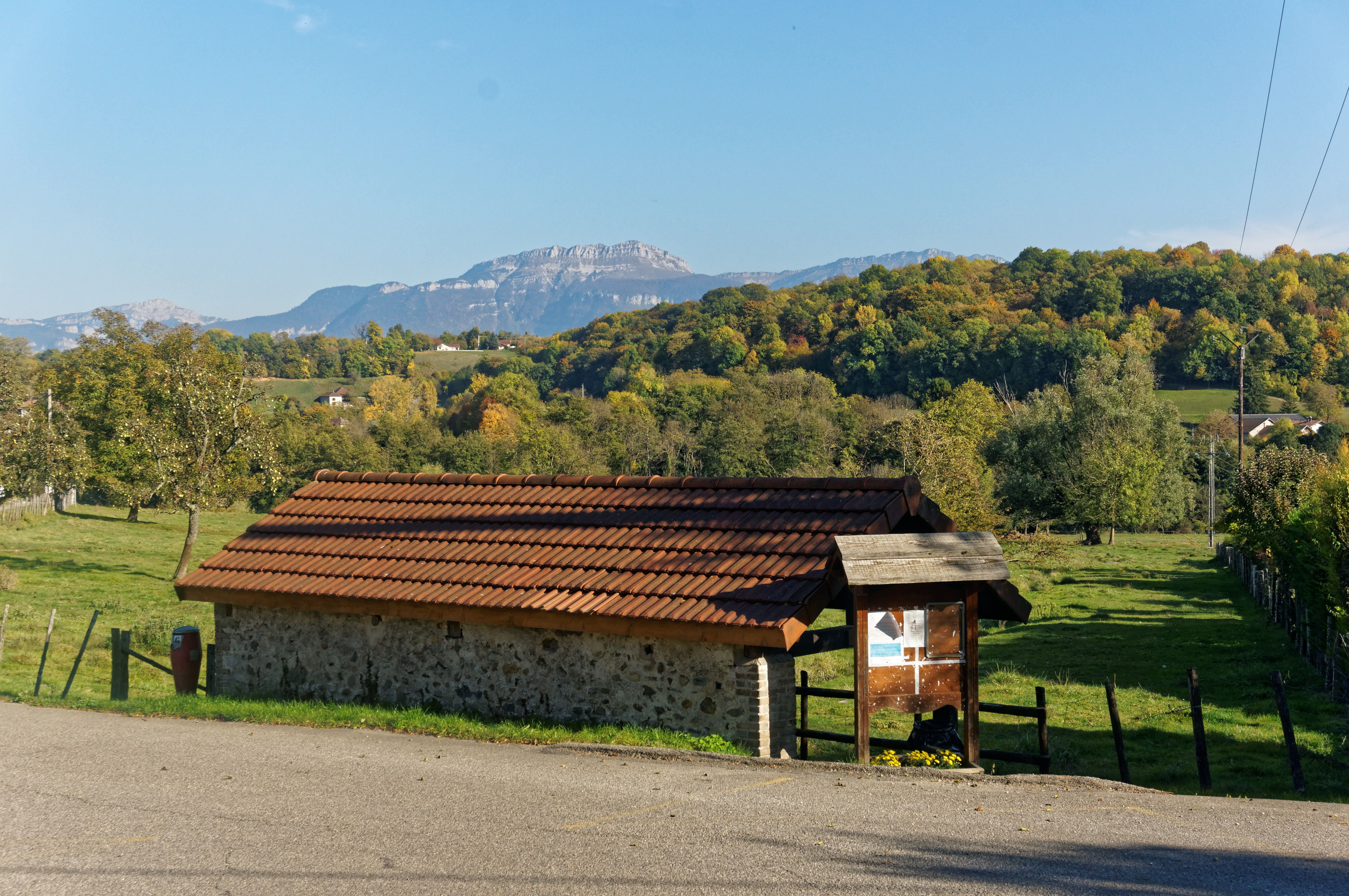
Lavoir du Mouret.
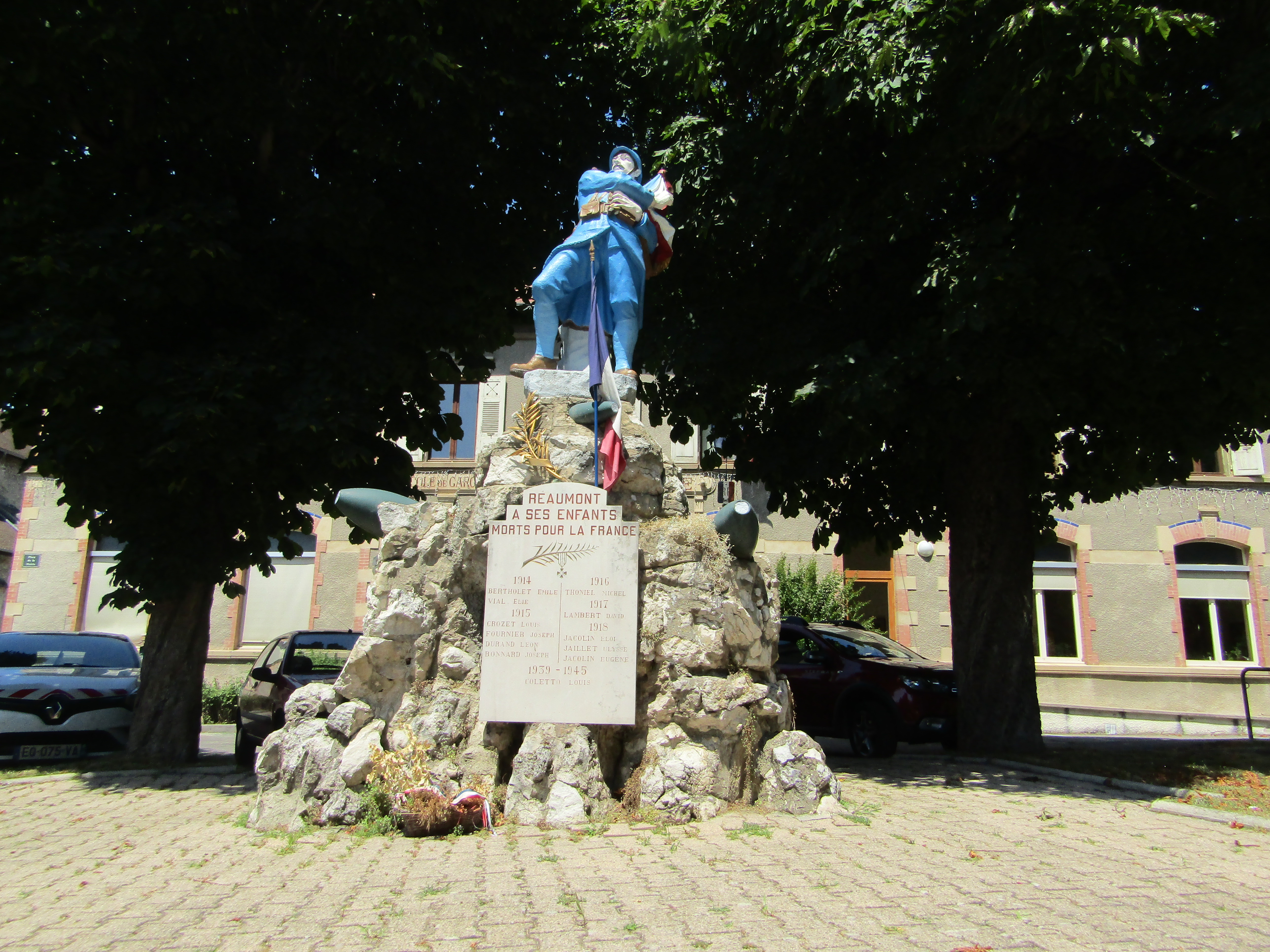
Monument aux morts.
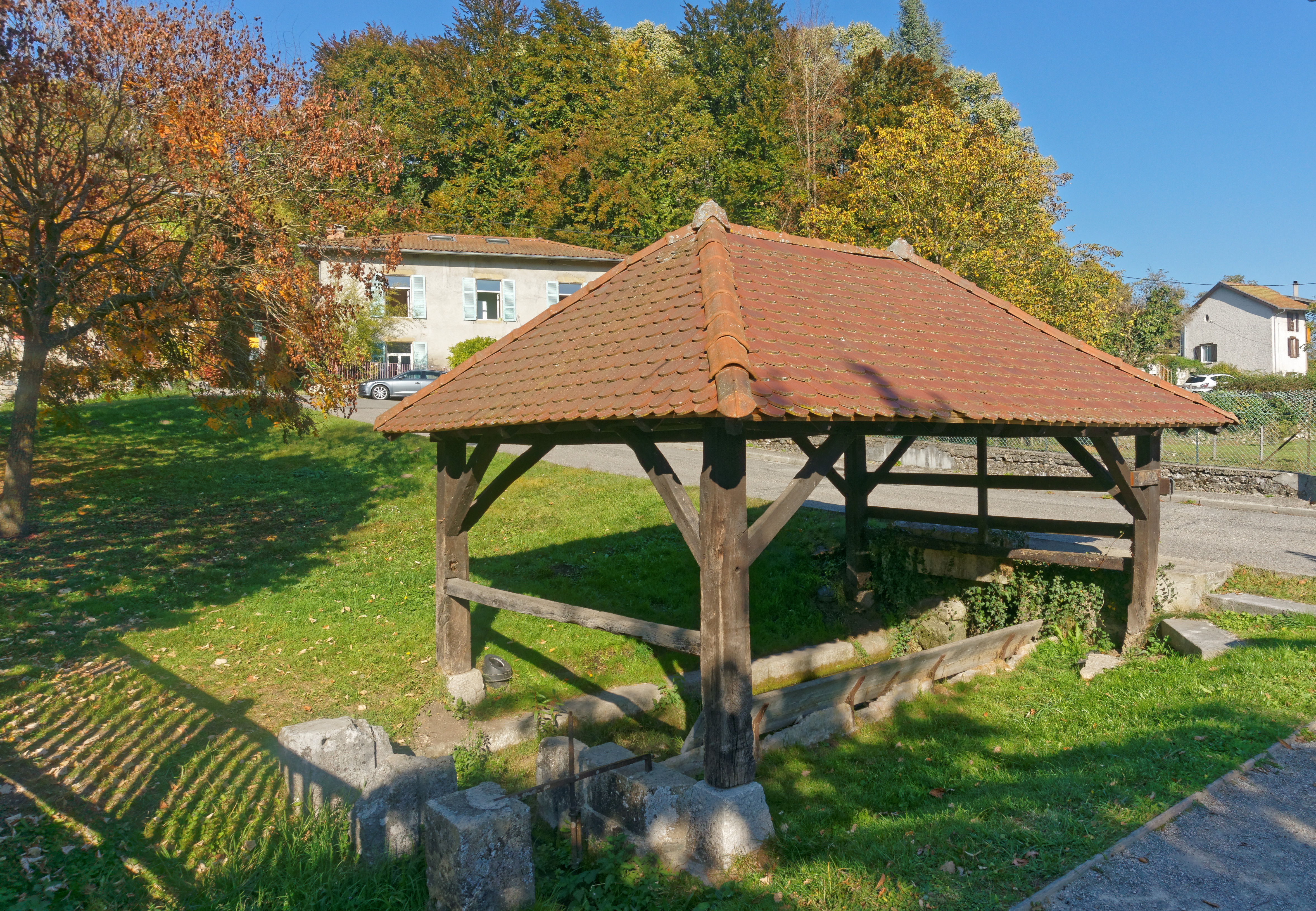
Lavoir du village.
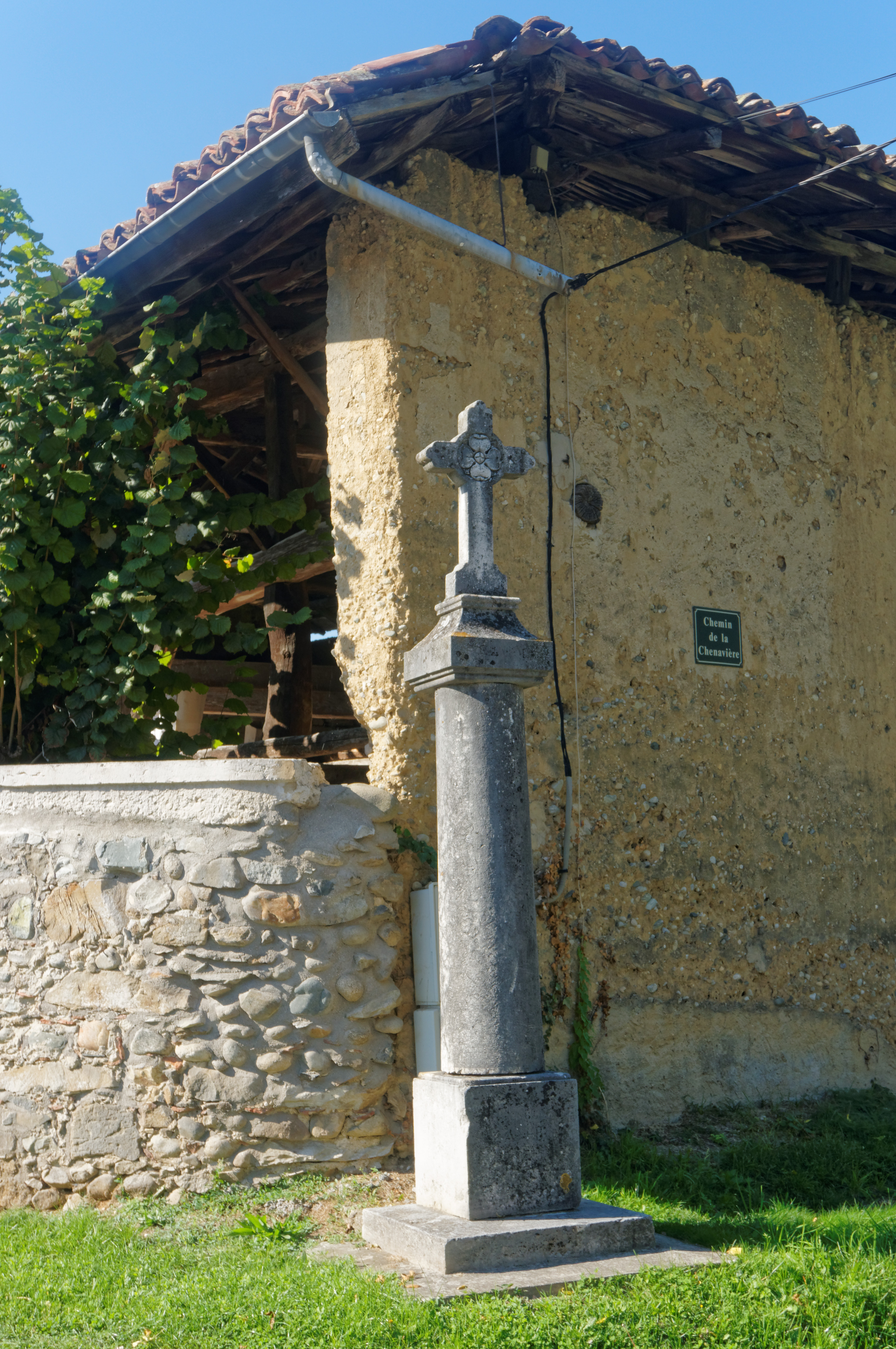
Croix, route du Fays.
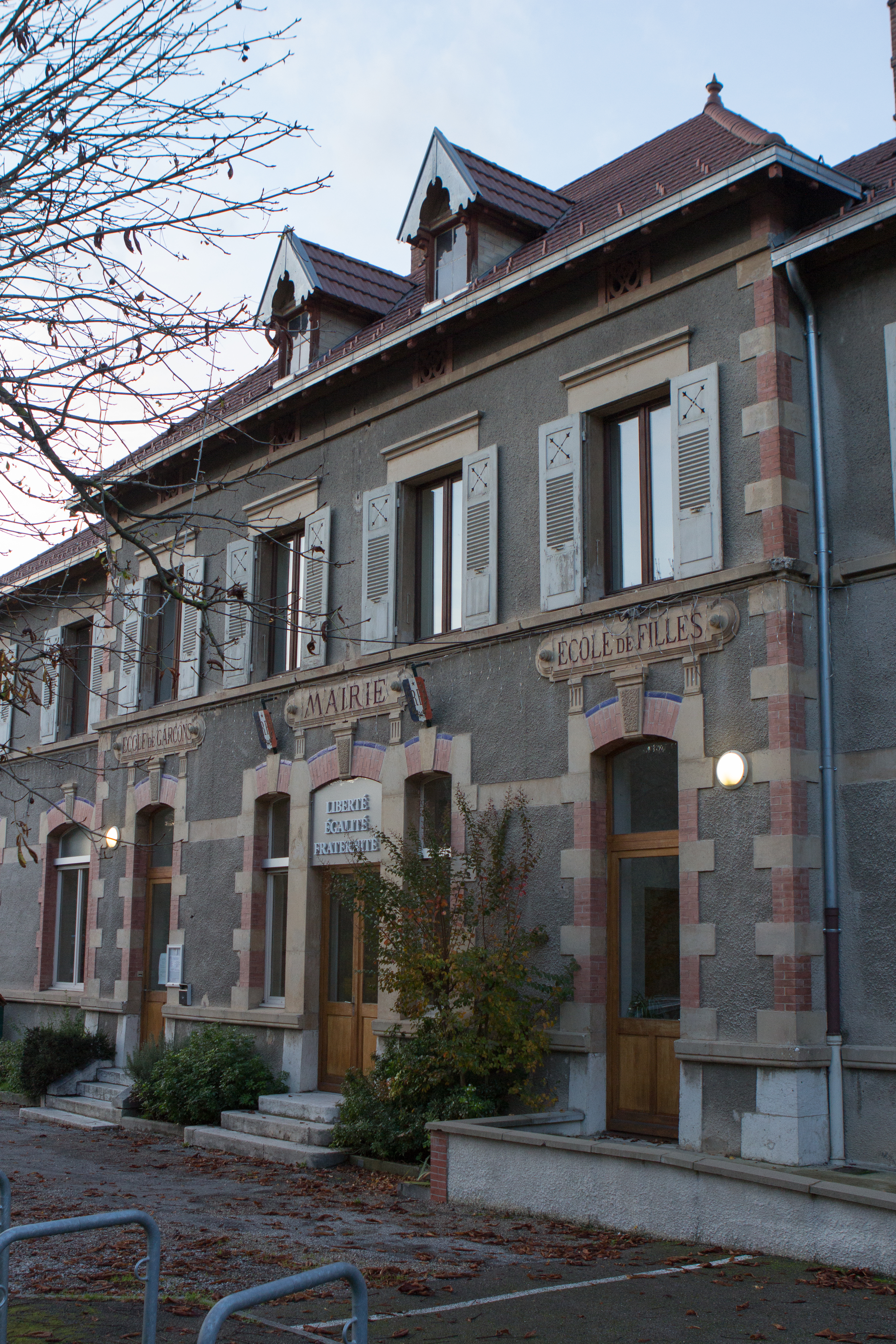
Hôtel de ville.

### Patrimoine culturel
La commune abrite la « Maison de l'arbre » comprenant un centre de documentation, d’information, de formation, d’animation sur les arbres et les plantes rares et anciennes.

### Héraldique et logotype
|  | Réaumont possède des armoiries dont l'origine et le blasonnement exact ne sont pas disponibles. |